# Adalbert van Babenberg
Adalbert von Babenberg (circa 854 – Obertheres bij Haßfurt, 9 september 906) was een belangrijke vertegenwoordiger in de strijd tussen de Konradijnen en de Babenbergs om de macht in Rijn- en Mainfranken (zie ook: Babenbergse vete). Hij behoorde tot het geslacht van de oude Babenbergers – de vernoeming naar het  toponiem stamt uit de 11e eeuw – naar de naam van de stichter van het geslacht staat de familie ook bekend als de Popponen. Zijn zuster Hedwig van Babenberg was getrouwd met Otto I van Saksen.
Op 27 februari van het jaar 906 overviel een leger onder leiding van graaf Adalbert de Konradijnen bij Fritzlar. In het gevecht werd Koenraad de Oudere gedood. Nadat Adalbert zich op de burcht Theres (het huidige Obertheres) had teruggetrokken, werd hij daar door een koninklijke leger belegerd. De gezant van de koning de Mainzer aartsbisschop en kanselier Hatto I beloofde hem een vrijgeleide. Toen Adalbert de burcht Theres echter verliet, werd hij gevangengenomen. Hij werd veroordeeld wegens het breken van de rijksvrede. Voor straf werd hij onthoofd. Daarna verloren de Babenbergers al hun ambten en bezittingen in het hertogdom Franken.